# TRIUM Global Executive MBA
A TRIUM Global Executive MBA (TRIUM EMBA) é uma parceria entre a Stern School of Business da Universidade de Nova Iorque, a London School of Economics (LSE) e a HEC Paris. A TRIUM está classificada em 2º lugar no mundo no Financial Times EMBA Rankings de 2018 e em 1º lugar na edição de 2014. Também foi classificada em 1º lugar no mundo no QS Global Joint Executive MBA Rankings todos os anos nos últimos quatro anos.

## Descrição geral
O programa TRIUM Global Executive MBA dura 18 meses e exige que os participantes dediquem 10 semanas a sessões além de seus compromissos normais de trabalho. Estas sessões de aprendizagem são realizadas em vários centros globais, incluindo Londres, Nova Iorque, Paris, Seul, Nairóbi e Dubai. Projetado com um currículo inovador, o programa visa equipar os alunos com as ferramentas necessárias para compreender e navegar habilmente pelos desafios de um ambiente de negócios global em constante evolução, ao mesmo tempo que coloca ênfase nas tendências empresariais contemporâneas, na geopolítica e na dinâmica económica.
O programa TRIUM estabeleceu um processo de admissão abrangente para selecionar seus participantes. Este procedimento está estruturado para verificar se os candidatos não apenas atendem aos requisitos acadêmicos e profissionais, mas também ressoam com os valores fundamentais da comunidade TRIUM. Os critérios de admissão especificados exigem pelo menos 10 anos de experiência profissional. A ênfase é colocada em candidatos que ocuparam cargos de gerência sênior e operaram internacionalmente. Além disso, dependendo de sua formação específica, os participantes em potencial podem ser obrigados a fornecer pontuações de proficiência na língua inglesa, como TOEFL ou IELTS, ou pontuações em testes padronizados, como GMAT ou GRE.
O processo seletivo é multifacetado. Inicialmente é realizada uma avaliação com base no perfil profissional do candidato. Isto é seguido por uma entrevista informativa destinada a determinar o alinhamento com os objetivos do programa. Posteriormente no processo, os candidatos devem preencher um formulário de inscrição detalhado descrevendo sua formação acadêmica e profissional. A etapa final da seleção envolve uma entrevista com um membro sênior do Comitê de Admissão.

## Acadêmico
Sob orientação de professores de instituições parceiras, o programa TRIUM oferece informações abrangentes sobre negócios globais, aprofundando-se em áreas como estratégia, marketing, finanças, tomada de decisão e liderança. Um destaque do programa é o Projeto Capstone, que apresenta aos alunos uma plataforma para implementar de forma pragmática os conhecimentos adquiridos. Módulos específicos, como o realizado em Seul, enfocam as inovações tecnológicas e as subsequentes ramificações no setor empresarial.
Adotando uma abordagem de aprendizagem combinada adaptada aos executivos, o programa combina interações presenciais em sala de aula com aprendizagem individualizada. Ao longo do programa, os alunos mergulham em mais de 500 horas de aulas ao vivo e espera-se que gastem de 15 a 20 horas por semana em estudo independente. Isso inclui leituras de módulos preparatórios e de acompanhamento, tarefas, estudos de caso, projetos colaborativos e o essencial Projeto Capstone.
Estruturado para fornecer mais do que apenas uma perspectiva acadêmica, o programa TRIUM promete uma expedição global holística. Os três módulos inaugurais estão localizados nas instituições parceiras, onde os temas centrais do MBA juntamente com a geopolítica são os pontos focais. Os módulos posteriores aprofundam tópicos avançados, incorporam perspectivas regionais e são ambientados em cidades globais dinâmicas. Esses módulos são complementados por insights de magnatas empresariais locais e especialistas no assunto. Além disso, é dada ênfase considerável ao cultivo de habilidades de liderança, preparando os alunos para liderar diversas equipes internacionais.
Após a conclusão dos cursos, os alunos recebem um MBA emitido em conjunto pelas três universidades.

## Alunos
O corpo discente do TRIUM é formado por gestores seniores de diversas partes do mundo, representando uma infinidade de setores e especializações. Uma característica compartilhada entre esses alunos é a experiência anterior em funções de liderança. Muitos deles escolhem o programa TRIUM por diversos motivos, que vão desde atividades acadêmicas até desenvolvimento pessoal e profissional, bem como pela oportunidade de interagir com um grupo diversificado de colegas.
A composição da classe TRIUM é variada e não se concentra predominantemente em nenhum setor ou região geográfica específica. O grupo mais recente é composto por 50 estudantes de mais de 32 países, em 20 setores de negócios diferentes, com idade média de 40 anos e experiência profissional média de 16 anos. As razões para se inscreverem no programa são diferentes: alguns procuram avançar nas suas organizações atuais e outros procuram expandir-se para o empreendedorismo ou fazer outras transições de carreira.
Um aspecto notável do programa TRIUM é a ampla gama de conhecimento e experiência que os alunos trazem para a mesa. Essa diversidade de origens e perspectivas contribui para um ambiente de aprendizagem completo. Após concluir o programa, os graduados ingressam na rede de ex-alunos da TRIUM, que compreende aproximadamente 1.200 pessoas de quase 100 países. Os alunos também têm acesso a recursos nas três escolas e são membros das redes mais amplas de ex-alunos de cada escola.

## Profesores
Os professores que ensinam e lecionaram no programa TRIUM são das três escolas da aliança. Eles incluem:
- Edward Altman
- Vincent Bastien
- Marc Bertoneche
- Michael Cox
- Nicholas Crafts
- Frédéric Dalsace
- Aswath Damodaran
- Howard Davies
- Ken Froewiss
- Ari Ginsberg
- Dan Gode
- Sonia Marciano
- Elizabeth Morrison
- Gary P. Sampson
- Zur Shapira
- Emma Soane
- Richard Sylla
- Ingo Walter
- Ngaire Woods
- Larry Zicklin